# Reserva Legal
Reserva Legal, no Brasil, é um tipo de instrumento de proteção de espaços naturais previsto na Lei de Proteção da Vegetação Nativa (Lei nº 12.651/2012, popularmente chamada "Código Florestal"). É uma área localizada no interior de uma propriedade rural, privada ou pública, que não seja a Área de Preservação Permanente (APP), necessária ao uso sustentável dos recursos naturais, à conservação e reabilitação dos processos ecológicos, à conservação da biodiversidade e ao abrigo e proteção de fauna e flora nativas.
O Código Florestal, em seu art. 12, estabelece diferentes percentuais mínimos de Reserva Legal. Acaso o imóvel seja localizado na Amazônia Legal, a Reserva Legal deve totalizar 80% da área do imóvel, se este for situado em área de florestas; 35%, se for situado em área de cerrado; 20%, se for situado em campos gerais. Já na hipótese do imóvel estar localizado nas demais regiões do país, o percentual de Reserva Legal a ser observado é único: deve representar 20% da área do imóvel.
A forma "Reserva Florestal Legal" é usada alguns poucos documentos oficiais, entretanto, seu uso é inadequado, visto que, no Brasil, ocorrem muitos tipos de vegetação campestres ou savânicas (nos Pampas, no Cerrado etc.) que também são objeto deste instrumento de proteção ambiental.

### Conceito, definição e objetivo
A Reserva Legal, definida no Art. 3º, inciso III, da Lei nº 12.651/2012 (Código Florestal), é uma área situada dentro de propriedades ou posses rurais, públicas ou privadas, que deve ser preservada com vegetação nativa, seus objetivos são garantir o uso sustentável dos recursos naturais da área, contribuindo para a preservação da biodiversidade, a proteção da fauna e da flora locais, além de manter e recuperar os processos ecológicos essenciais ao equilíbrio ambiental.

### Leis e decretos
De acordo com a Lei 12.651/2012 (Código Florestal) é definido o termo reserva legal e estipula características importantes deste local, como:
1. Área localizada dentro de uma propriedade rural
2. Percentual mínimo obrigatório de preservação
3. Registro no Cadastro Ambiental Rural (CAR)
4. Permissão para uso sustentável da vegetação nativa
Em seu artigo 12, o Código Florestal define os percentuais mínimos de Reserva Legal em uma propriedade de acordo com sua localização em um bioma:
• 80% em áreas de floresta na Amazônia Legal
• 35% em áreas de cerrado da Amazônia Legal
• 20% nos demais biomas e regiões do país e em áreas de campos na Amazônia Legal
Em seu artigo 20, são exemplificados quais atividades podem ser realizadas dentro de uma reserva legal.
Além disso, a delimitação da Reserva legal deve estar definida antes da solicitação do Cadastro Ambiental Rural (CAR), como outorgado no decreto 7.830/2012.
Por conseguinte, existe também o decreto 6.514/2008, que dispõe sobre as infrações e sanções administrativas ambientais ao uso irregular da Reserva Legal

### Cadastro Ambiental Rural (CAR)
O Cadastro Ambiental Rural (CAR) é um registro eletrônico nacional, instituído pelo Código Florestal Brasileiro (Lei nº 12.651/2012), no âmbito do Sistema Nacional de Informação sobre Meio Ambiente (SINIMA). De inscrição obrigatória para todos os imóveis rurais do país, o CAR tem como finalidade integrar as informações ambientais das propriedades e posses rurais em uma base de dados unificada. Essa base serve como instrumento estratégico para o controle, monitoramento e planejamento ambiental e econômico, além de apoiar ações de combate ao desmatamento em território nacional. 

#### Procedimentos de Regularização Ambiental via CAR
A inscrição do imóvel rural no CAR deve ser realizada, preferencialmente, junto ao órgão ambiental municipal ou estadual competente, conforme regulamentação local. Para efetivar o cadastro, é necessário apresentar informações do titular da propriedade ou posse, comprovação de domínio ou posse do imóvel, bem como planta e memorial descritivo com coordenadas geográficas do perímetro da área cadastrada. Esses documentos devem indicar a localização dos remanescentes de vegetação nativa, das Áreas de Preservação Permanente (APP), das Áreas de Uso Restrito, das áreas consolidadas e, quando houver, da Reserva Legal.
Ressalta-se que o CAR não tem valor como título de propriedade ou posse e tampouco substitui a obrigatoriedade de georreferenciamento conforme previsto na Lei nº 10.267/2001. A inscrição é obrigatória e por prazo indeterminado para todas as propriedades e posses rurais, independentemente de seu tamanho.

#### Prazos para Adesão ao PRA
A adesão ao Programa de Regularização Ambiental (PRA) depende da inscrição prévia no CAR e obedece aos seguintes prazos: até 31 de dezembro de 2023 para imóveis com mais de quatro módulos fiscais, e até 31 de dezembro de 2025 para imóveis com até quatro módulos fiscais ou que se enquadrem como unidades de agricultura familiar, conforme definição da Lei nº 11.326/2006. 

#### Utilização para fins tributários
O proprietário rural pode apresentar o CAR para ser usado no cálculo da área sobre qual será apurado o ITR (Imposto sobre a Propriedade Territorial Rural), conforme a Lei nº 9.393/1996.

#### Dispensa de informações sobre Reserva Legal
Nos casos em que a Reserva Legal já esteja devidamente averbada na matrícula do imóvel, com perímetro e localização definidos, não é necessário repetir essas informações no CAR. Para tanto, o proprietário ou possuidor deverá apresentar a certidão do registro de imóveis ou, em caso de posse, o termo de compromisso correspondente.

### Uso de RL (manejo sustentável)
A Reserva Legal pode ser utilizada de forma sustentável como estabelecido na Lei nº 12.651/2012, desde que respeite os critérios e leis estabelecidos para sua utilização. O uso é permitido, por exemplo, para: 
Manejo florestal sustentável: uso da floresta para retirada de madeiras, frutos ou outros produtos não madeireiros sem danos ao ecossistema; Sistema agroflorestal: a combinação de plantas agrícolas com plantas nativas, geralmente de diferentes alturas, herbáceas, arbustivas e arbóreas, mantendo o solo e a diversidade de flora preservados.
Ecoturismo e turismo rural: uso da área da Reserva Legal para receber visitantes que querem conhecer a natureza, fazer trilhas, observar animais ou aprender sobre o ambiente.

### Áreas consolidadas (antes da data)
De acordo com o art.3º, inciso IV do Código Florestal (Lei nº 12.651/2012), área consolidada é a área do campo que já era usada por pessoas antes de 22 de julho de 2008, com casas, cercas ou criação de animais e plantações, e onde é permitido continuar com esse uso.
Em resumo, se a área da propriedade já era utilizada antes de 22 de julho de 2008, ela é considerada consolidada. Isso impacta diretamente nas obrigações de recomposição da Reserva Legal porque o Código Florestal permite regras diferenciadas para regularização dessas áreas, como: Redução da área de Reserva Legal em certos casos (por exemplo, na Amazônia Legal para propriedades entre 4 e 15 módulos fiscais, a Reserva Legal pode ser reduzida de 80% para 50%); Possibilidade de compensação da Reserva Legal fora do imóvel (compensação ambiental); Manter atividades produtivas no local.

### Recomposição X Composição
Recomposição e compensação são alternativas previstas no Código Florestal (Lei nº 12.651/2012) para regularização da Reserva Legal desmatada irregularmente até 22 de julho de 2008. 
A recomposição consiste na restauração da vegetação nativa no próprio imóvel, por regeneração natural, plantio de espécies nativas ou combinação com espécies exóticas. 
Já a compensação permite regularizar a Reserva Legal em outro local do mesmo bioma, por meio de cotas, arrendamento, doação ou averbação de outra área equivalente.

### Reserva legal em áreas urbanas ou pequenas propriedades
O Código Florestal não exige Reserva Legal em área urbana. Isso ocorre porque a RL é uma obrigação para imóveis rurais, conforme o art. 12 da Lei nº 12.651/2012: Toda propriedade no campo deve manter uma parte com vegetação nativa, chamada de Reserva Legal, além das áreas que já são protegidas por lei, como beiras de rios e nascentes presentes na APP.
Portanto: se o imóvel está dentro do perímetro urbano definido por lei municipal, não há exigência legal de RL. O que pode existir são as APPs urbanas (por exemplo, margens de rios ou nascentes).
Reserva Legal em pequenas propriedades.
Para pequenas propriedades ou posses rurais familiares (até 4 módulos fiscais), a lei trouxe regras especiais como dispensar recomposição da RL para áreas consolidadas até 22/07/2008, conforme art. 67: Quem tem propriedade pequena no campo (até 4 módulos fiscais) e já tem menos área de Reserva Legal do que o exigido pela lei não precisa recuperar ou compensar essa área
Essas pequenas propriedades precisam manter a vegetação nativa que ainda existe, mas não são obrigadas a recompor RL onde já havia uso consolidado antes de 22/07/2008.